# 惠钧
惠钧（1963年—），中国男子乒乓球运动员。他曾获得1987年世界乒乓球锦标赛混合双打金牌、1986年亚洲运动会男子双打金牌和1982年亚洲运动会男子团体金牌。